# Emily en París
Emily en París (Emily in Paris en idioma original) es una serie estadounidense de comedia, creada y producida por Darren Star, que se estrenó el 2 de octubre de 2020 en Netflix; con críticas positivas en los Estados Unidos, pero fue criticada en Francia donde muchos críticos condenaron el programa por estereotipar negativamente a los parisinos y los franceses en general.
Producida por MTV Entertainment Studios y desarrollada inicialmente para Paramount Network, donde recibió un pedido directo para su creación en septiembre de 2018, la serie se trasladó a Netflix en julio de 2020. El rodaje comenzó en agosto de 2019 y se lleva a cabo principalmente en París y sus suburbios, así como en la Isla de Francia.
En noviembre de 2020, Netflix renovó la serie para una segunda temporada, que comenzó a filmarse en mayo de 2021 y se estrenó el 22 de diciembre de 2021. El 10 de enero de 2022, la serie fue renovada por una tercera temporada, que se estrenó el 21 de diciembre de 2022, y cuarta temporada que se dividió en 2 partes que se estrenaron el 15 de agosto y el 12 de septiembre de 2024. El 16 de septiembre de 2024, la serie se renovó para la quinta temporada que se espera que se estrene en 2025.

## Sinopsis
Emily in Paris seguirá a «Emily, una estadounidense de veintitantos años del Medio Oeste, que se muda a París para una oportunidad de trabajo inesperada, encargada de llevar el punto de vista estadounidense a una venerable empresa de marketing francesa. Las culturas chocan mientras se adapta a los desafíos de la vida en una ciudad extranjera, mientras hace malabarismos con su carrera, nuevas amistades y su vida amorosa».

## Reparto

### Principales
- Lily Collins como Emily Cooper, una joven de 29 años que se muda de Chicago a París para una oportunidad laboral en una empresa de renombre en París.
- Ashley Park como Mindy Chen, una mujer de ascendencia china y coreana, aspirante a cantante y la primera amiga que Emily hace en París. Es heredera de un magnate de los negocios de Singapur.
- Philippine Leroy Beaulieu como Sylvie Grateau, la jefa de Savoir en París.
- Lucas Bravo como  Gabriel, vecino e interés amoroso de Emily; jefe cocinero en Chez Lavaux y novio de Camille.
- Bruno Gouery como Luc, compañero de trabajo de Emily.
- Camille Razat como Camille, amiga de Emily y novia de Gabriel.
- Samuel Arnold como Julien, compañero de trabajo de Emily.

### Recurrentes
- Kate Walsh como Madeline Wheeler, jefa de Emily en Chicago quien, al quedar embarazada no puede ir a París.
- William Abadie como Antoine Lambert, cliente de Emily quien es dueño de una compañía de perfumes.
- Arnaud Viard

### Por Temporadas
| Actor                     | Personaje       | Temporadas | Temporadas | Temporadas |
| Actor                     | Personaje       | 1          | 2          | 3          |
| ------------------------- | --------------- | ---------- | ---------- | ---------- |
| Lily Collins              | Emily Cooper    | Principal  | Principal  | Principal  |
| Ashley Park               | Mindy Chen      | Principal  | Principal  | Principal  |
| Philippine Leroy Beaulieu | Sylvie Grateau  | Principal  | Principal  | Principal  |
| Lucas Bravo               | Gabriel         | Principal  | Principal  | Principal  |
| Bruno Gouery              | Luc             | Principal  | Principal  | Principal  |
| Camille Razat             | Camille         | Principal  | Principal  | Principal  |
| Samuel Arnold             | Julien          | Principal  | Principal  | Principal  |
| William Abadie            | Antoine Lambert | Recurrente | Principal  | Principal  |
| Lucien Laviscount         | Alfie           |            | Recurrente | Principal  |

## Temporadas
| Temporada | Temporada | Episodios | Episodios | Lanzamiento original     | Lanzamiento original     |
| --------- | --------- | --------- | --------- | ------------------------ | ------------------------ |
|           | 1         | 10        | 10        | 2 de octubre de 2020     | 2 de octubre de 2020     |
|           | 2         | 10        | 10        | 22 de diciembre de 2021  | 22 de diciembre de 2021  |
|           | 3         | 10        | 10        | 21 de diciembre de 2022  | 21 de diciembre de 2022  |
|           | 4         | 10        | 5         | 15 de agosto de 2024     | 15 de agosto de 2024     |
|           | 4         | 10        | 5         | 12 de septiembre de 2024 | 12 de septiembre de 2024 |
|           | 5         | 10        | 10        | 2025                     | 2025                     |

## Producción

### Desarrollo
El 4 de octubre de 2017, se anunció que Paramount Network ordenó el desarrollo de una serie de televisión sin título de Darren Star, que también escribirá el guion. Tony Hernandez servirá como productor ejecutivo. El 5 de septiembre de 2018 se anunció que Paramount Network había dado la orden del pedido de la serie de diez episodios para estrenarse a mediados de 2019. Star también será productor ejecutivo. El 3 de abril de 2019, se anunció que Lily Collins se desempeñará como productora. Además se anunció que la serie se estrenará en 2020. El 13 de agosto de 2019, se anunció que Lilly Burns se desempeñará como productora ejecutiva. El 19 de septiembre de 2019, se anunció que Andrew Fleming, Zoe Cassavetes y Peter Lauer se desempeñan como directores, con Fleming también desempeñándose como productor ejecutivo. Además, Patricia Field y Marylin Fitoussi se ocupan del diseño del vestuario.

### Casting
El 3 de abril de 2019, se anunció que Collins fue elegida en el rol principal. El 13 de agosto de 2019, se anunció que Ashley Park fue elegida en un rol principal. El 19 de septiembre de 2019, se anunció que Philippine Leroy Beaulieu, Lucas Bravo, Samuel Arnold, Camille Razat y Bruno Gouery fueron elegidos en roles principales, y Kate Walsh, William Abadie y Arnaud Viard en roles secundarios.

### Rodaje
Originalmente la fotografía principal de la serie comenzaría a principios de 2019 en París, Francia. Sin embargo, comenzó el 12 de agosto de 2019. A finales de noviembre de 2019, se comunicó que también se rodaría brevemente en Nueva York.

### Inspiración
Todas estas aventuras, experiencias y situaciones divertidas o incómodas que tan bien ha sabido transmitir Lily Collins, están inspiradas en una historia real, de una periodista nueva en París. Darren Star conoció la historia de Rebecca Leffer mediante un productor amigo, quien en un viaje de trabajo escuchó de la historia. El productor se interesó tanto en la historia que inspiró el personaje de Emily Cooper.